# 山下勝治
山下 勝治（やました かつじ、1906年5月12日 - 1967年12月5日）は、日本の会計学者。学位は、経営学博士（神戸大学・論文博士・1951年）。位階は従三位、勲等は勲三等旭日中綬章。

## 略歴
岡山県笠岡市出身。笠岡商業学校（現岡山県立笠岡商業高等学校）を経て、1927年大分高等商業学校卒、愛知県豊橋市立商業学校教諭、1932年神戸商業大学（現：神戸大学）卒。1934年同研究科修了。平井泰太郎研究室出身。1934年彦根高等商業学校講師、1936年教授、1944年神戸経済大学助教授、1951年大阪大学法経学部教授併任、1951年「損益計算制度の発展」で神戸大学より経営学博士の学位を取得。1953年神戸大学経営学部教授、1959年神戸大学附属図書館長、1964年経営学部学部長。日本学術会議会員。1967年没後従三位、勲三等旭日中綬章受勲。山下会計学とよばれる会計理論を確立した。

## 叙位・叙勲
- 1967年 - 没後、叙従三位、授勲勲三等旭日中綬章[3]

## 著書
- 『会計理論の新構想』巌松堂 1940
- 『原価価格計算』千倉書房 会計学大系 1942
- 『工業簿記』千倉書房 1944
- 『新工業簿記』千倉書房 1946
- 『簿記学』千倉書房 1947
- 『理論会計学』巌松堂書店 1948
- 『原価計算』千倉書房 1949
- 『損益計算論 損益計算制度の発展』泉文堂 新経営経済学大系 1950
- 『貸借対照表の理論』巌松堂書店 経営学研究室著作集 1950
- 『会計原則の理論』森山書店 1951
- 『会計学新講』千倉書房 1952
- 『西ドイツに学ぶもの 経済・大学通信』同文館 1953
- 『会計学の一般理論』千倉書房 1955
- 『企業会計原則の理論』森山書店 1956
- 『財務諸表新論』千倉書房 1956
- 『会計学一般理論』千倉書房 1959
- 『近代簿記論』千倉書房 1962
- 『財務諸表原則論』中央経済社 1963
- 『財務諸表会計』千倉書房 1966
- 『貸借対照表論 貸借対照表法の近代化』中央経済社 1967

### 共編著
- 『体系近代会計学 第2巻 損益計算論』編 中央経済社 1959
- 『会計学総論』編 青林書院 会計学演習講座 1960
- 『税務経理講座 第1 財務諸表論』共著 学芸書房 1960
- 『会計の論理・商法の論理』編 中央経済社 1961
- 『工業会計』編 国元書房 1961
- 『計算書類規則の問題点』編 中央経済社 1965
- 『近代会計学大系 第2 損益計算論』編 中央経済社 1968

## 論文
- ＜山下勝治